# Curtea de Casație (Belgia)

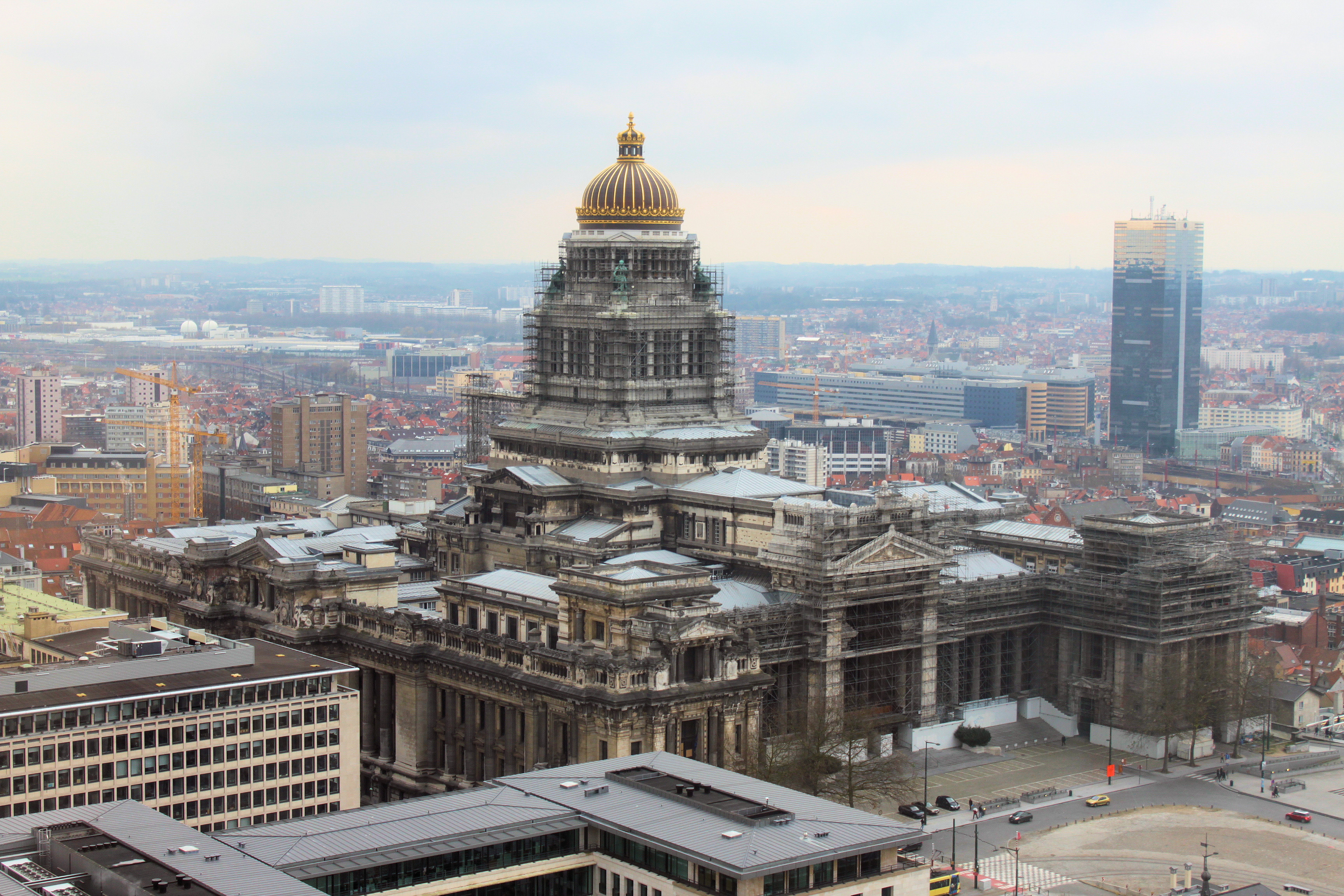
Palatul Justiției din Bruxelles, în care este găzduită Curtea de Casație.

Curtea de Casație a Belgiei (în franceză Cour de cassation) este curtea supremă a Regatului Belgiei, fiind, potrivit Constituției Belgiei, capul magistraturii din regat.
Este formată din 30 de judecători numiți pe viață chiar de către rege. Acestora nu li se poate suspenda mandatul și nu pot fi schimbați din funcție decât ca urmare a unei judecăți. Aceștia nu pot fi transferați decât odată ce regele numește un nou judecător și decât cu consimțământul judecătorului de înlocuit.